# Francisco Anglada y Reventós
Francisco Anglada y Reventós (Barcelona, 5 de agosto de 1805- Barcelona, 27 de diciembre de 1884) fue un religioso, gramático, escritor y traductor español.

## Biografía
Natural de Barcelona, cursó Filosofía en el convento de Santa Calina de esta ciudad entre 1817 y 1820, que revalidó en el seminario conciliar en 1866 y le sirvió después para tomar el grado de Bachiller en artes. En la escuela sostenida por la Junta de Comercio de Cataluña estudió la lengua francesa y obtuvo premios y menciones honoríficas en los exámenes de fin de curso. En virtud de oposición, obtuvo, el 16 de diciembre de 1839, en la citada escuela, la cátedra de Lengua Francesa, que le fue revalidada con aplicación a la enseñanza comercial por real orden en 1856 y confirmada en virtud del nuevo plan de las escuelas industriales. Incorporado al instituto provincial de segunda enseñanza, desempeñó en él el cargo de vicedirector.
Dirigió durante algún tiempo un colegio de primera y segunda enseñanza en Barcelona y estableció con el sistema de enseñanza mutua la primera escuela parroquial, que sirvió de modelo a las que después fundó el Ayuntamiento de la ciudad condal.
Bajo el seudónimo de Genís Domingo y Reventós, publicó una novelita premiada en los Juegos Florales de Barcelona y también una poesía insertada en la revista literaria Lo Gay Saber.
Falleció en su ciudad natal el 27 de diciembre de 1884.

## Obras
Con su nombre real, publicó las siguientes obras:
- Faros y fanales encendidos en las costas de Francia (1844), opúsculo traducido desde el francés;
- Gramática de la lengua francesa, de la que se publicaron tres ediciones en los años 1843, 1853 y 1858;
- Choix de lectures agréables, de la que se publicaron sendas ediciones en 1855 y 1863 y una tercera dentro de un volumen que comprende también algunas fábulas de Lafontaine adornadas con grabados;
- Fraseología castellana (1851);
- Composición graduada (1858);
- «Barcelona antigua en lo segle actual», trabajo premiado en los Juegos Florales de Barcelona; y
- Curso completo de la lengua francesa (1884), una obra para el estudio elemental de la lengua gala que incluía:

1.º Compendio de gramática hispano-francesa
2.º Ejercicios gramaticales y traducciones diversas (del español al francés)
3.º Libro de lectura y traducción directa (del francés al español)
4.º Auxiliares prácticos, guía principal de la conversación
5.º Breve guía epistolar, familiar y mercantil, por D. Francisco Anglada y D. José Llausas.